# Robert Saidreau
Robert Saidreau (19 de septiembre de 1875 – 5 de diciembre de 1925) fue un director, actor y guionista cinematográfico de nacionalidad francesa, activo en la época del cine mudo.
Su verdadero nombre era Jean Marie Robert Sordes, y nació en Valence, Francia. Falleció en París, Francia, a causa de una neumonía

## Filmografía
Director
- 1920 : Méfiez-vous de votre bonne
- 1920 : La Première Idylle de Boucot
- 1921 : L'Étrange Aventure du docteur Works
- 1921 : La Paix chez soi
- 1921 : La Nuit de la Saint-Jean
- 1923 : Ma tante d'Honfleur
- 1923 : Cœur léger
- 1923 : À la gare
- 1923 : L'Idée de Françoise, con Gina Palerme
- 1924 : Un fil à la patte
- 1924 : Une étrangère
- 1924 : Monsieur le directeur
- 1924 : Bonheur conjugal
- 1925 : La Corde au cou
- 1925 : Jack

Actor
- 1913 : La Duchesse des Folies-Bergères, de Émile Chautard
- 1913 : Le Système du docteur Goudron et du professeur Plume, de Maurice Tourneur
- 1914 : Un fil à la patte, de Henri Pouctal
- 1915 : La Marmotte, de Marcel Simon
- 1921 : Blanchette, de René Hervil